# Marquesat de Loja

Escut de la Ciutat de Loja, província de Granada.

El Marquesat de Loja és un títol nobiliari espanyol concedit per la Reina Isabel II mitjançant el seu Reial decret d'1 de maig de 1868, que es va lliurar Real despatx el 28 de maig de 1868 a favor de Carlos Marfori y Callejas. La seva denominació fa referència a la localitat de Loja, província de Granada.
Va ser Ministre de la Corona, Governador de Madrid, Diputat a Corts per Loja i Senador vitalici del Regne, entre altres càrrecs rellevants. Va explicar sempre amb l'amistat de la reina i va ser molt amic de Narváez, la qual cosa li va portar a enemistar-se amb gran nombre de persones.
Carlos Marfori y Callejas, I marquès de Loja, va renunciar al títol de marquès, per la qual cosa Isabel II el va tornar a concedir novament el 30 de juny d'aquest mateix any a Fernando de Campos y Fernández de Córdoba, fillastre de Carlos Marfori y Callejas, que es va convertir en el II marquès de Loja.
Carlos Marfori y Callejas va ser un dels molts nobles que, voluntàriament, van preferir abandonar Espanya per acompanyar a la reina Isabel II al seu exili a França, quan aquesta va ser enderrocada.

## Marquesos de Loja
|                              | Titular                                   | Període               |
| Creació per Isabel II        | Creació per Isabel II                     | Creació per Isabel II |
| ---------------------------- | ----------------------------------------- | --------------------- |
| I                            | Carlos Marfori y Callejas                 | 1868-1868             |
| Segona creació per Isabel II |                                           |                       |
| II                           | Fernando de Campos y Fernández de Córdoba | 1868-                 |
| III                          | Alfonso de Campos y Fernández de Córdoba  |                       |
| IV                           | Alfonso de Campos y Blanco                | 1962-                 |
| V                            | Alfonso de Campos y Romero de Juseu       | 1984-actual titular   |

## Història dels marquesos de Loja
- Carlos Marfori y Callejas (1821-1892), I marquès de Loja.

1. Casat amb María de la Concepción Fernández de Córdoba y Campos. Renuncià al títol, que fou creat novament a favor del seu fillastre:

- Fernando de Campos y Fernández de Córdoba, II marquès de Loja.

1. Casat amb Teresa Fernández de Córdoba y Gaya. El succeí el seu fill:

- Alfonso de Campos y Fernández de Córdoba, III marquès de Loja.

1. Casat amb Francisca de Paula Blanco y Cantero. El succeí el seu fill:

- Alfonso de Campos y Blanco, IV marquès de Loja.

1. Cast amb María Rosa Romero de Juseu y Armentero. El succeí el seu fill:

- Alfonso de Campos y Romero de Juseu, V marquès de Loja